# Josef Oberboersch

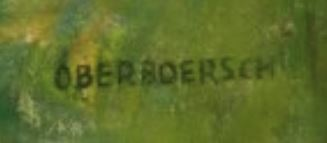
Signatur von Josef Oberboersch

Josef Oberboersch, Spitzname Jupp (* 2. Januar 1884 in Overath; † 14. Juli 1957 in Kleve), war ein deutscher Maler, Zeichner und Druckgrafiker.

## Leben
Oberboersch studierte von 1901 bis 1910 an der Kunstakademie Düsseldorf bei Fritz Roeber, Willy Spatz und Claus Meyer. Nach seiner Auszeichnung mit dem Italien-Preis 1910 begab er sich auf Studienreisen nach Italien (unter anderem nach Florenz), in die Niederlande und nach Süddeutschland. Er war Mitglied im Niederrheinischen Künstlerbund sowie beim Jungen Rheinland.
Der Künstler nahm an zahlreichen deutschen Ausstellungen teil, darunter in Berlin, Düsseldorf, München, Stuttgart und Köln. Nach Oberboerschs Tod widmete ihm die Stadt Kleve 1957 eine Gedächtnisausstellung.

## Werke (Auswahl)
- Stillleben mit Sonnenblumen und Früchten
- Dorflandschaft
- Stillleben mit Sonnenblumen
- Vorgarten
- Herbstliche Landschaft mit Flusslauf und Kahn
- Beek
- Rue de l’église